# Cathetostemma
Cathetostemma es un género monotípico de plantas fanerógamas de la familia Apocynaceae. Su única especie es Cathetostemma laurifolium (Decne.) Blume. Es originaria de Asia, distribuyéndose por Filipinas y Timor.

## Descripción
Es una enredadera; con ramas escasamente pubescentes. Las hojas  coriáceas, de 9-15 cm de largo, 3.7 cm de ancho, elípticas a obovadas y con el ápice acuminado.
Las inflorescencias extra-axilares, solitarias, más cortas que las hojas adyacentes, simples,  poco pedunculadas, con pedicelos de 2-4 cm de largo y extremadamente delgadas. 

## Taxonomía
Cathetostemma laurifolium fue descrito por Carl Ludwig Blume y publicado en Rumphia 4: 30. 1848.